# كفر عبد
كفر عبد قرية سوريّة تتبع إداريّاً لمحافظة حمص منطقة حمص ناحية حمص، بلغ تعداد سكانها 2,559 نسمة حسب التعداد السكاني لعام 2004.